# Sojoez 26
Sojoez 26 (ook: 10506) was een Russische bemande ruimtevlucht uit 1977. Doel van deze missie was een koppeling uitvoeren met ruimtestation Saljoet 6. De bemanning kreeg gedurende hun verblijf diverse malen bezoek en scoorde twee primeurs. Voor de eerste maal vlogen drie aan elkaar gekoppelde ruimtevaartuigen rond de Aarde. Ook vond voor de eerste keer in de geschiedenis van de ruimtevaart bevoorrading plaats door een onbemand vrachtschip. Verder keerde de bemanning met een ander vaartuig terug dan waarmee ze opstegen.

## Bemanning en gewicht
De bemanning bestond uit twee kosmonauten. De gezagvoerder was luitenant-kolonel Joeri Romanenko. Hij liet zich bijstaan door boordwerktuigkundige Georgi Gretsjko. Hun Sojoez had een gewicht van 6570 kg.

## Vluchtverloop

### Lancering
Sojoez 26 werd gelanceerd op 10 december 1977 met behulp van een Sojoez draagraket vanaf Tjoeratam te Bajkonoer. De capsule kwam in een baan met een apogeum van 329 km, een perigeum van 267 km en een omlooptijd van 90,2 minuten. De inclinatie bedroeg 51,6° bij een excentriciteit van 0,00464. De vluchtleiding nam met deze missie een zeker risico. Normaliter plande men missies bij voorkeur tussen april en oktober. De reden lag in het slechte weer rond Bajkonoer en in het landingsgebied gedurende de winter.

### Koppeling en inspectie
Ze koppelden op 11 december aan bij het station, maar niet aan het voorste koppelingsluik. Deze veroorzaakte grote problemen die Sojoez 25 tot voortijdig afbreken van de missie dwong. De oorzaak hiervan bleef echter onduidelijk. Vertoonde Sojoez 25 gebreken, of lag het aan een technisch mankement aan Saljoet 6 ? Nadat de luchtdruk in beide vaartuigen gelijk was, opende de bemanning het toegangsluik. Ogenblikkelijk inspecteerde ze het voorste koppelingsluik, doch alles leek normaal te functioneren. Het was echter van groot belang om dit zeker te weten. Het voorste koppelingsluik was in principe voor een Sojoez bestemd; het achterste koppelingsluik was bedoeld om onbemande vrachtschepen aan te meren. Die konden het station van nieuwe voorraden voorzien, waardoor het een aanzienlijk langere levensduur kreeg. Ruimtevluchten doen een groot beroep op de financiële middelen. Ook grootmachten als China, de VS en de Sovjet-Unie kunnen zich geen onbeperkte uitgaven aan ruimtestations veroorloven. De leidingen voor het overpompen van vloeistoffen (brandstof en water) bevonden zich aan de achterkant, maar die plaats nam Sojoez 26 nu in beslag. Om het station langere tijd in bedrijf te houden was een perfect functionerend voorste koppelingsluik daarom essentieel.

### Ruimtewandeling
Om aan alle onzekerheid een einde te maken, stond een ruimtewandeling op het programma. Deze vond plaats op 19 december en duurde 88 minuten, maar liep bijna fataal af. Gretsjko ging naar buiten via het koppelluik; Romanenko assisteerde hem vanuit de luchtledig gemaakte transferruimte. Gretsjko gebruikte speciaal gereedschap om na te gaan of diverse onderdelen nog wel correct waren uitgelijnd. Tevens bevestigde hij materiaalmonsters aan de buitenzijde, die door latere bemanningen werden geborgen. De kosmonaut merkte geen sporen van schade veroorzaakt door Sojoez 25 op en vond naar eigen zeggen "zelfs geen krasje". Het weer naar binnen gaan leverde een gevaarlijke situatie op, toen Romanenko door een misverstand niet aangelijnd van Saljoet 6 wegzweefde. De snelle reactie van Gretsjko redde zijn leven: die greep vlug de losse reddingslijn vast en trok zijn commandant terug naar binnen.
Nu was er geen vuiltje meer aan de lucht en de vluchtleiding gaf het voorluik vrij voor gebruik. Saljoet 6 was het eerste station met twee koppelingsluiken. Vanaf nu zouden "...twee pendels aan een station kunnen koppelen en dat was belangrijk voor het aflossen van bemanningen, het uitvoeren van reddingsacties en het afleveren van levensmiddelen en materiaal..."

### Wetenschappelijke experimenten
De officiële omschrijving van het onderzoeksprogramma luidde onder andere: "...het onderzoeken van natuurkundige processen en verschijnselen in de ruimte; de exploitatie van het aardoppervlak en de dampkring in het belang van de nationale economie, biomedische onderzoekingen, biologische experimenten, technische experimenten (verwerking van materialen), astronomische studies met behulp van sub-millimeter telescopen en het testen van systemen en instrumenten aan boord...". Omdat men het ruimteduurrecord wilde breken, maakten medische proeven een groot deel van het onderzoek uit. Maar ook andere disciplines kwamen aan bod: zo observeerden ze op 21 december bosbranden in Afrika en verrichtten waarnemingen van de Sovjet-Unie. De MKF-6, een multispectrale camera, onderging testen. Op eerste kerstdag werd een nieuw navigatiesysteem in de praktijk beproefd. Bovendien brachten de bemanningen van bezoekende vaartuigen hun eigen experimenten mee. Beide kosmonauten zaten goed in hun werkritme en rondden hun experimenten sneller af dan gepland. Twee dagen na nieuwjaar ontving de vluchtleiding dan ook een verzoek van boven om aanvullende werkzaamheden. De kosmonauten hadden niets meer omhanden en dat beviel hen allerminst.
Ze konden overigens letterlijk gaan douchen, want het prototype waterrecycling-systeem in Saljoet 4 (hoofdzakelijk bestemd voor terugwinnen van drinkwater), was nu standaard ingebouwd. Een afsluitbare polyetheen douche voorkwam een waterballet in de cabine.

## Bezoekende schepen

### Eerste bezoek
Tegen half januari zat Saljoet 6 krap in zijn brandstof. Vluchtleiders hielden echter hun reserves omtrent het voorste koppelingsluik. Daarom kozen op 10 januari 1978 Vladimir Dzjanibekov en Oleg Makarov het luchtruim in Sojoez 27. Ze meerden zonder problemen aan bij het voorste koppelingsluik. Voor de allereerste keer kreeg de bemanning van een ruimtestation bezoek van collega's. Elk risico werd uitgesloten: tijdens de koppeling zaten Romanenko en Gretsjko in hun Sojoez 26 met gesloten luik. Als er onverhoopt decompressie plaatsvond in het station tijdens aankoppelen, waren ze tenminste veilig. Daarnaast kon de bijna 7 ton zware Sojoez 27 trillingen veroorzaken, die zich door de hele lengte van het station verplaatsten en zo een spontane ontkoppeling van Sojoez 26 konden veroorzaken. De combinatie Sojoez 26/Saljoet 6/Sojoez 27 had een massa van 33 ton. Maar ongewenste verrassingen bleven uit. Zo vlogen voor de eerste keer drie aan elkaar gekoppelde ruimtevaartuigen in een baan om de Aarde.
De vier kosmonauten voerden vervolgens vele proeven uit. Een opmerkelijk experiment heette "Rezonans". Hiervoor was bepaald geen peperdure high-tech apparatuur vereist. Op instructie van Bajkonoer sprong de bemanning als kikkers rond in het station. Dit om bijtijds eventueel gevaarlijke resonantiefrequenties te ontdekken. Dzjanibekov en Makarov brachten voedsel, boeken, brieven en nieuwe uitrusting mee, waaronder een biologische proef uit Frankrijk. Tevens inspecteerde Dzjanibekov, een elektrotechnicus, het elektrische systeem van het station. Op 13 januari wisselden zij diverse onderdelen van hun stoelen tussen beide ruimtevaartuigen uit, waaronder ballast. Sommige onderdelen worden voor iedere kosmonaut op maat gemaakt. De juiste ballastverdeling is belangrijk zodat het zwaartepunt van de Sojoez niet verschuift (met alle mogelijke gevolgen van dien, zoals een foute stand van het hitteschild tijdens terugkeer).
De bezoekers keerden na een vijfdaags verblijf huiswaarts, maar gebruikten daarvoor niet hun eigen vaartuig. In plaats daarvan vlogen ze terug in het toestel van hun voorgangers. Het bleek de eerste in een lange reeks van vaartuig wisselen die het Sovjet ruimteprogramma de komende jaren zou kenmerken. De hoofdreden was het vrijmaken van het achterste koppelingsluik voor het vrachtschip dat de broodnodige brandstof zou aanvoeren. Echter langdurige blootstelling aan de ruimte zorgt voor slijtage aan afdichtingen van brandstoftanks en motoren, waardoor na verloop van tijd de technische betrouwbaarheid van de Sojoez afnam.
Dzjanibekov en Makarov landden op 16 januari 1978 met Sojoez 26.

### Vrachtschip
Op 22 januari schreven de Russen opnieuw geschiedenis met het automatisch aankoppelen van het eerste onbemande vrachtschip. De Progress 1 viel de eer ten deel. Gedurende de eerste missies van de Progress laadden de kosmonauten de vracht zo snel mogelijk over. Vervolgens werd het vrachtschip gevuld met afval, maakte zich op 6 februari van het station los en verbrandde op 8 februari in de atmosfeer. Voor het overpompen van brandstof voerde de bemanning een gedegen inspectie uit van de brandstofleidingen in het ruimtestation. Op 2 februari pompte Progress 1 brandstof over, een dag later het oxidatiemiddel. Op 5 februari blies het vrachtschip stikstof door de brandstofleidingen om deze schoon te spoelen. Op deze wijze voorkwam men dat giftige brandstof over de koppelinstallatie liep tijdens ontkoppeling.

### Tweede bezoek, aanvang Interkosmos-programma
Met de aankomst van Sojoez 28 ontving Saljoet 6 nogmaals bezoek. Ook deze vlucht scoorde een primeur. Het eind 1976 opgestarte Interkosmos programma hield in, dat landen uit het Oostblok om beurten een kosmonaut afvaardigden. Volgorde werd bepaald aan de hand van de beginletters die de namen van die landen in het Russische alfabet innamen. Zo kreeg Tsjecho-Slowakije de primeur van de eerste mens in de ruimte, die niet in de Verenigde Staten of Sovjet-Unie was geboren. De keus viel op Vladimir Remek (zoon van de Tsjechische onderminister van Defensie), die op 2 maart 1978 aan boord van Sojoez 28 vertrok onder commandant Aleksej Goebarev. Maar de Sovjet-Unie bood onder andere ook Vietnam, Cuba, Mongolië en Frankrijk de gelegenheid een ruimtevlucht te maken tijdens het Interkosmos-programma. Op 3 maart arriveerde Sojoez 28 en meerde aan de achterzijde aan. De bemanning bracht diverse experimenten mee, maar keerde op 10 maart met de eigen capsule huiswaarts. Deze vluchtduur van een week bleek standaard voor Interkosmos-vluchten, die over het algemeen een goed verloop kenden. De noodzaak voor het achterlaten van een relatief nieuwe Sojoez ontbrak, want Romanenko en Gretsjko zouden zelf ook spoedig vertrekken.

## Sterfgeval, gebekvecht en kiespijn
Gretsjko ontdekte pas na de landing, dat men niet alle zaken vanaf de grond per radio afhandelde... Zijn gezagvoerder hield namelijk lange tijd een uiterst pijnlijk feit voor hem verborgen. Een lid van de Sojoez 27 bemanning stelde Romanenko (op een stil moment, onder vier ogen) op de hoogte van het overlijden van Gretsjko's vader. Dit leverde een vreselijk dilemma op. Moest men Gretsjko hiervan direct in kennis stellen of was het beter dit pas na terugkeer op Aarde te doen? Omdat de stationsbemanning al lange tijd met elkaar optrok, lag deze pijnlijke beslissing bij de commandant. Na ampele overweging nam Romanenko het harde besluit dat de missie niet gediend was met het onmiddellijk informeren van zijn collega. Dzjanibekov en Makarov respecteerden dat en lieten Gretsjko in het ongewisse.
Tijdens hun vlucht discussieerden Gretsjko en Romanenko meermaals over de rol van militairen en civiele boordwerktuigkundigen tijdens ruimtemissies. De twee deden qua felheid weinig voor elkaar onder. Dit ontspoorde een keer dusdanig, dat beide mannen in aparte compartimenten sliepen. Ook het tussenluik ging dicht.
Tegen het einde van de missie kreeg Romanenko last van hevige kiespijn. De artsen beneden konden weinig voor hem betekenen. Ze gaven hem advies met warm water te spoelen en de gevoelige plek warm te houden.

## Terugkeer
Romanenko en Gretsjko keerden op 16 maart 1978 naar de Aarde terug in Sojoez 27. Ze maakten een behouden landing in de sneeuw en kwamen 265 km westelijk van Tselinograd neer. Hun totale vluchtduur bedroeg 96 dagen en 10 uur en ze hadden 1522 maal om de Aarde gecirkeld. Een van de twee bemanningsleden toonde vooral interesse in de tandartsstoel en niet geheel ten onrechte. De oorzaak van Romanenko's kiespijn bleek een blootliggende zenuw. Gretjsko werd de nieuwe houder van het toenmalige ruimteduurrecord: hij verbleef met Sojoez 17 al bijna een maand in de ruimte.
Na terugkeer maakten beide mannen gewag van kortstondige evenwichtsstoornissen en duizeligheid.
1 ·
2 ·
3 ·
4 ·
5 ·
6 ·
7 ·
8 ·
9 ·
10 ·
11 ·
12 ·
13 ·
14 ·
15 ·
16 ·
17 ·
18A ·
18 ·
19 ·
20 ·
21 ·
22 ·
23 ·
24 ·
25 ·
26 ·
27 ·
28 ·
29 ·
30 ·
31 ·
32 ·
33 ·
34 · 
35 ·
36 ·
37 ·
38 ·
39 ·
40

T-1 ·  
T-2 ·
T-3 ·
T-4 ·
T-5 · 
T-6 ·
T-7 · 
T-8 ·
T-9 · 
T-10-1 ·
T-10 · 
T-11 ·
T-12 · 
T-13 ·
T-14 · 
T-15